# Catedral Nacional de Washington
A Igreja Catedral de São Pedro e São Paulo na Cidade e Diocese de Washington, mais conhecida como Catedral Nacional de Washington (em inglês:  Washington National Cathedral), é uma catedral anglicana estado-unidense localizada na capital federal, Washington, DC. É a sede da Diocese episcopaliana de Washington, que abrange outras regiões da Virgínia e de Maryland. A construção da catedral foi iniciada em 29 de setembro de 1907 em estilo neogótico, quando a pedra fundamental foi colocada na presença do então presidente Theodore Roosevelt e de uma multidão de mais de 20 000 pessoas. A obra durou 83 anos. A última crista foi colocada na presença do então presidente George H. W. Bush em 1990. Atualmente figura entre as 5 maiores estruturas de Washington.
A catedral situa-se na área noroeste de Washington, na esquina das avenidas Massachusetts e Wisconsin. É a sexta maior catedral do mundo, e a segunda maior dos Estados Unidos.
A Catedral Nacional de Washington está afiliada com o Governo por uma carta do Congresso, assinada em 6 de janeiro de 1893, mas não recebe quaisquer fundos da cidade ou do governo federal norte-americano. A Associação da Catedral Nacional recolhe donativos para a manutenção do edifício.

## História
Em 1792, o arquiteto Pierre L'Enfant reservou uma porção de terra em Washington, D.C. para a construção de uma catedral de "projeções nacionais". No entanto, no local foi erguida a National Portrait Gallery. Em 1891, um encontro foi realizado entre autoridades locais para a construção de uma catedral nacional. Em janeiro de 1893, dois anos após, a Fundação Protestante Episcopal da Catedral do Distrito de Colúmbia foi autorizada pelo Congresso a estabelecer uma catedral no local. O local escolhido pela organização foi o topo do Monte Saint Alban, nos arredores da capital estadunidense. Henry Yates Satterlee, o primeiro Bispo de Washington, nomeou George Frederick Bodley como arquiteto-chefe da construção. Henry Vaughan, por sua vez, foi nomeado arquiteto assistente.
A construção teve início em 29 de setembro de 1907 após um discurso cerimonial do Presidente Theodore Roosevelt, que também lançou a pedra fundamental. Em 1912, a capela "Bethlehem" foi inaugurada para serviços menores, e permanece assim até os dias atuais. Quando a construção foi reassumida após um breve hiato por conta da Primeira Guerra Mundial, ambos os arquitetos - Bodley e Vaughan - haviam morrido. O General John J. Pershing passou, então, a levantar recursos para a finalização da construção. O arquiteto estadunidense Philip Hubert Frohman assumiu o projeto e foi designado arquiteto-chefe da comissão.

## Eventos nacionais

### Serviços fúnebres e memoriais
Diversos eventos a nível nacional foram realizados na Catedral ao longo dos anos, incluindo:
- Funeral de Estado dos presidentes: Dwight Eisenhower (1969); Harry Truman (1973); Ronald Reagan (2004);[5] Gerald Ford (2007); George H. W. Bush (2018); James Earl Carter Jr (2025);
- Funeral de Katharine Graham (2001), editora do jornal Washington Post durante 20 anos.
- Serviço após da tomada de posse dos Presidentes.[6]
- Serviço memorial pelas vítimas dos atentados de 11 de setembro de 2001, pelas da Guerra do Vietnam (1982) e pelas do Massacre de Virginia Tech (2007).

## Dados

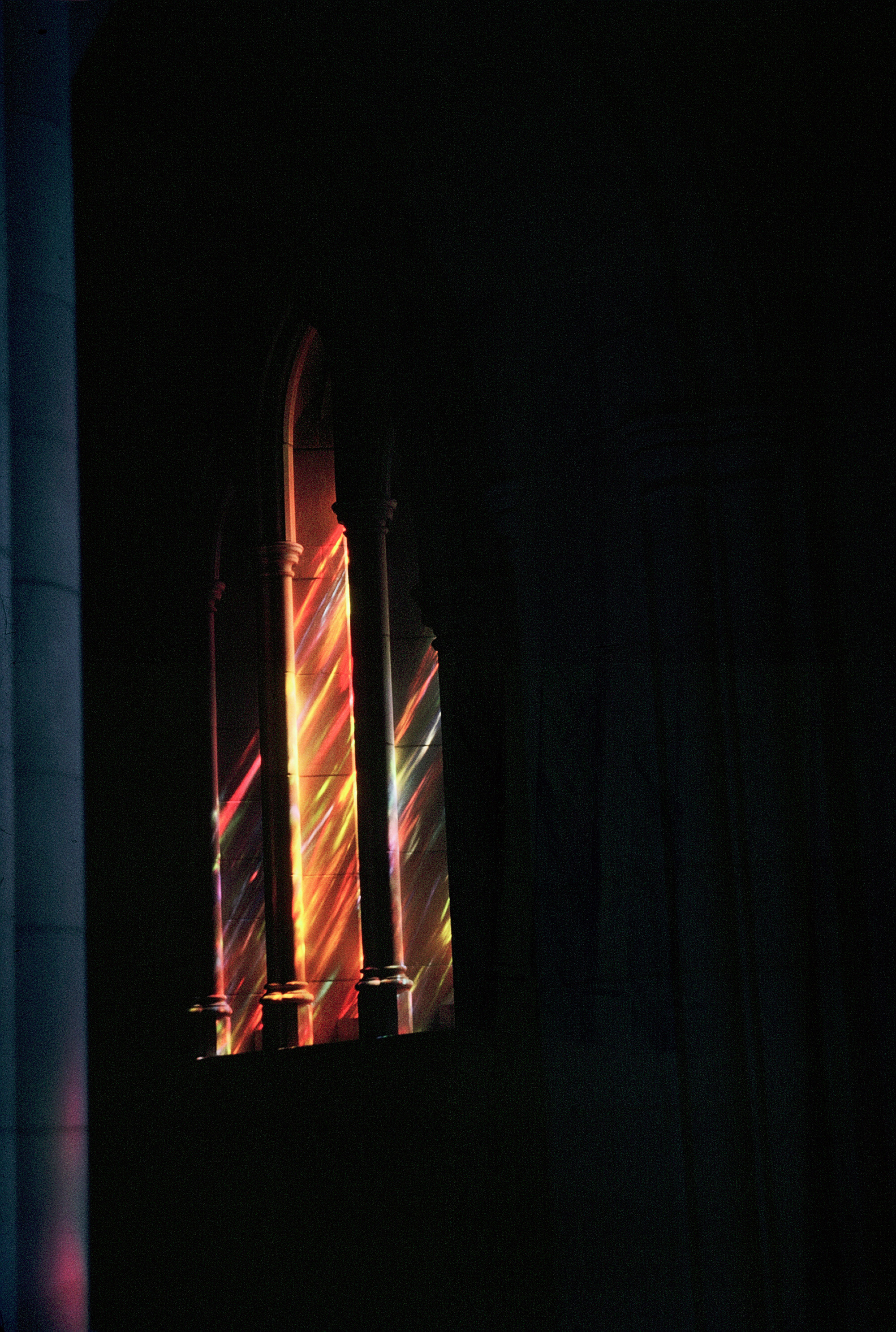
Refração da luz nos vitrais da Catedral Nacional de Washington.

- Metro: Cleveland Park ou Tenleytown (Metropolitano de Washington)
- Telefone: 202 537 6207
- Horário: de maio a setembro, dias úteis 10h-17h, sábados 10h-16h30m, domingos 8h-17h; de setembro a maio, diariamente 10h-17h
- Visita: gratuita, doação sugerida
- Serviços religiosos: domingos às 8h, 9h, 10h, 11h e 16h; oração diária às 16h30m

## Arquitetura
A aparência atual da Catedral denota uma confluência de diversos estilos sob o Gótico, notável pela grande quantidade de arcos, arcobotantes, abóbodas, vitrais, esculturas sobre pedra nas paredes, e por suas três torres geminadas (duas na fachada oeste e uma sobre o transepto).
A Catedral Nacional de Washington consiste em uma nave longa e retangular, com a presença de amplos corredores e um presbitério, seccionado por um transepto. Acima do cruzeiro, a cerca de 91 metros de altura, ergue-se a Torre Gloria in Excelsis, sendo o ponto mais alto da cidade de Washington. A Galeria de Observação dos Peregrinos ocupa uma área de 3/4 do prédio e está localizada no topo das torres principais, garantindo uma ampla visão do skyline da cidade. No total, a Catedral ergue-se a 115 metros acima do nível do mar. Única em toda a América do Norte, a torre central abriga dois carrilhões de 53 sinos. A Catedral situa-se sobre uma elevação conhecida como Monte Saint Alban, numa área de 57 acres (23 hectares).

## Curiosidades

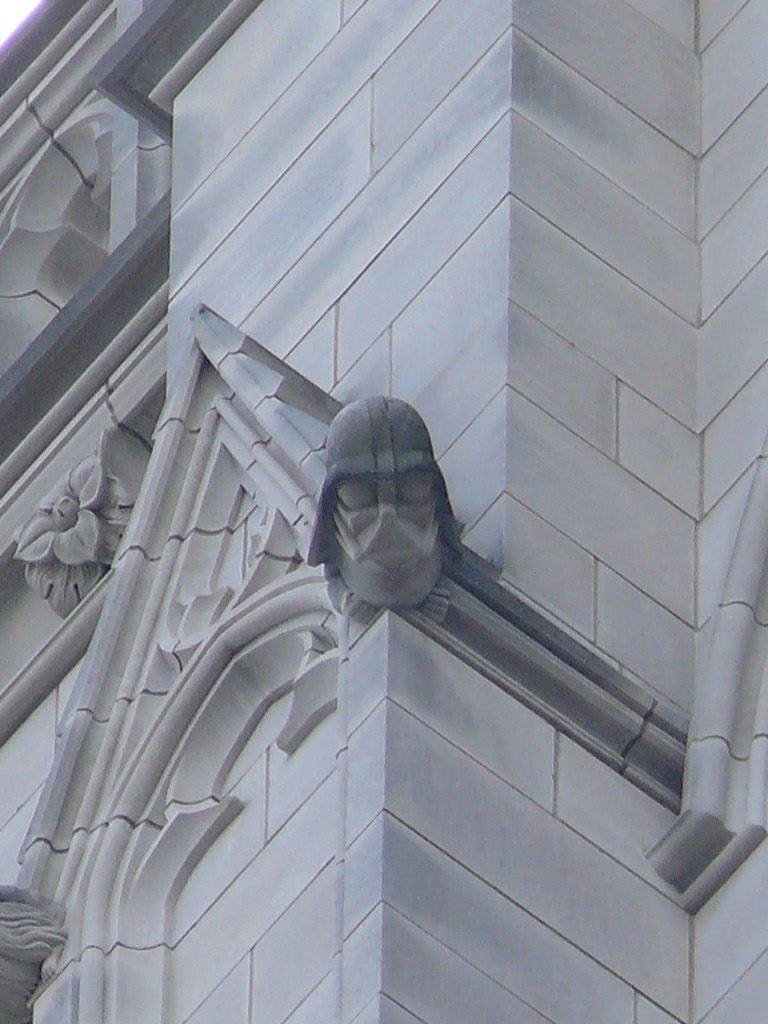
Escultura de Darth Vader em torre da catedral.

- Escultura de Darth Vader em torre da catedral.Em 1980 foi decidido que a Catedral Nacional de Washington tivesse nas suas torres várias esculturas idealizadas por crianças e foi nesse sentido que foi lançado um concurso de desenho divulgado através da revista "O Mundo da National Geographic Magazine".
- O jovem Christopher Rader ao conseguir alcançar o 3º lugar no concurso com um desenho de Darth Vader, teve direito a ter a sua arte materializada numa escultura que foi criada por Jay Carpenter e Patrick Plunkett, e colocada na torre da ala nordeste da catedral juntamente com os outros projectos vencedores deste concurso. Devido à altitude a que esta escultura está situada, ela só se consegue visualizar com a ajuda de binóculos.[7][8]